# Up in the Air
«Up in the Air» (с англ. — «В воздухе») — сингл американской альтернативной группы 30 Seconds to Mars из альбома Love Lust Faith + Dreams.

## О песне
Песня «Up in the Air» была выпущена в качестве сингла к четвёртому студийному альбому альбому группы Thirty Seconds to Mars Love Lust Faith + Dreams, вышедшему 21 мая 2013 года. Фронтмен группы Джаред Лето назвал эту песню особенной, выделявшейся на фоне других 70 композиций, которые Лето придумал для новой пластинки: «В этой песне много энергии, много оптимизма, много жизни». Экспрессивная песня была насыщена громкими гитарами, клавишными, выдержанными в стиле нью-вейв, и хоровыми вставками, типичными для группы. Тамар Анитаи (MTV) назвала её «эмоциональной апокалиптической сказкой, которая то ли ставит под сомнение токсичные отношения, то ли представляет собой вид в опасную психологическую пропасть с высоты кислородного голодания».
Частью рекламной кампании в поддержку сингла стала отправка копии диска на околоземную орбиту на борту ракеты SpaceX. Изначально Джаред Лето рассматривал возможность отправки диска в воздух с помощью метеорологического зонда, но в конце концов ему удалось договориться с НАСА об отправке сингла на орбиту с помощью грузовой капсулы SpaceX. Запуск ракеты с песней на борту состоялся с мыса Канаверал, штат Флорида, 1 марта 2013 года.
В апреле 2013 года вышел видеоклип на песню «Up in the Air». Работа представляла собой восьмиминутный короткометражный фильм, в масштабных съёмках которого были задействованы известные артисты, олимпийские гимнасты, танцоры, и даже львы и волки. Клип не содержал какой-то связной сюжетной линии, но акцентировал внимание зрителя на яркой визуальной составляющей.

## Список композиций
Promo
1. «Up in the Air» (radio edit) — 3:57

Digital download
1. «Up in the Air» — 4:36